# Vénètes (Gaule)
Pour les articles homonymes, voir Vénètes (homonymie).
Les Vénètes (Latin: Veneti, [ˈwɛnɛtiː], Gaulois: Uenetoi) sont l'un des peuples de Gaule celtique. Leur territoire occupait approximativement le pays de Vannes et à l'actuel département du Morbihan.
Le peuple des Vénètes, dont la capitale se situa probablement à Locmariaquer jusqu'au Ier siècle av. J.-C., et par la suite à Vannes, est notamment connu parce que cité par Jules César dans ses Commentaires sur la Guerre des Gaules en tant que peuple rebelle à l'Empire romain. Au cours du Ier siècle av. J.-C., les Romains donnèrent comme nouvelle capitale aux Vénètes la cité de Darioritum, l'actuelle Vannes.
L'homonymie avec le peuple des Vénètes d'Italie (en Vénétie) n'est à ce jour pas clairement expliquée. Certains historiens posent comme hypothèse l'existence d'un lien entre les deux peuples vénètes, ainsi qu'avec un slave, les Wendes. Toutefois, les vestiges celtes en Italie (Celtes d'Italie) ne sont pas une raison suffisante car les Celtes étaient installés un peu partout en Europe, avant  même l'affrontement qui eut lieu contre les Romains. 

## Vénètes d'Armorique
L'Armorique (Aremorica) était habitée au sud par les Vénètes (celtique Veneti) :

« Par leur marine  considérable, leur supériorité nautique bien reconnue et leurs relations  commerciales avec l'île de Bretagne, les Vénètes étaient devenus un  peuple très puissant, dont l'autorité s'étendait au loin sur tout le  littoral de la Gaule et de la Bretagne Insulaire. Ils possédaient un  petit nombre de ports situés sur cette mer ouverte et orageuse à de  grandes distances les uns des autres et rendaient tributaires presque  tous les navigateurs obligés de passer dans leurs eaux. »

— Jules César, Commentaires sur la Guerre des Gaules,  III, 8.
Les Vénètes, puissance maritime et commerciale influente, comme plus tard Venise ou Saint-Malo, étaient dotés d’un sénat et disposaient d'une flotte importante pour commercer avec les îles Britanniques et la péninsule italienne. Ils diffusaient le vin et l'huile (convoyés depuis Bordeaux) en Armorique et aussi en Bretagne insulaire, notamment à Hengistbury Head (non loin de Bornemouth dans le Dorset actuel). Outre l'étain, le plomb et le cuivre de la grande île, ils faisaient le commerce des salaisons et des charcuteries armoricaines et d'autres produits déjà bien connus et appréciés à Rome. 
Plus au sud de l'Armorica vivaient les Namnètes, qui demeuraient dans l'embouchure de la Loire, et donnèrent leur nom à la ville de Nantes.
Les Pictons, installés entre la Garonne et la Loire, et souvent associés aux Santons, étaient hostiles aux Vénètes, comme on peut le déduire de leur liaison avec le proconsul Jules César dès sa première campagne et des navires construits ou fournis aux Romains par eux, par les Santons et d'autres peuples gaulois pour leur faciliter la ruine des Vénètes.

## Histoire

### Étymologie
Du gaulois latinisé Venetī, « les Vénètes », est un ethnonyme qui paraît contenir la racine « wen » (sanskrit van-o-ti « il aime », van-a « charme », latin ven-us et Venus, allemand wonne « joie », etc.), et signifier « les amis, les compatriotes ». 
Le nom breton de Vannes, Gwened, date de l'arrivée des Bretons en Armorique, il est courant en Bretagne insulaire, il pourrait s'agir d'un rhabillage par attraction paronymique. Find en vieil irlandais et Gwyn/gwen en gallois signifient « blanc », métaphoriquement « brillant, beau » comme dans Vindilis, nom antique de l'île de Belle-Île, dont on ne sait s'il vient du gaulois vindo = beau (signifiant « Belle Île), ou de Veneti (signifiant alors « Îles vénète »). Ce mot a une racine qui pourrait venir du proto-indo-européen *kwintos ou *kwindos « clair » d'où vindos en vieux celtique, *khwitaz en proto-germanique et weiß en allemand, voir Vendéliques.

### Origine
Les Vénètes sont un des nombreux peuples issus des migrations des Celtes commencées au deuxième millénaire avant Jésus-Christ et implanté dans les Gaules. Leur civilisation vient recouvrir un peuplement et une civilisation préhistoriques beaucoup plus ancienne, attestée avec abondance dans le Morbihan, avec des sites comme la Table des Marchand ou les alignements de Carnac.

### Campagne de César

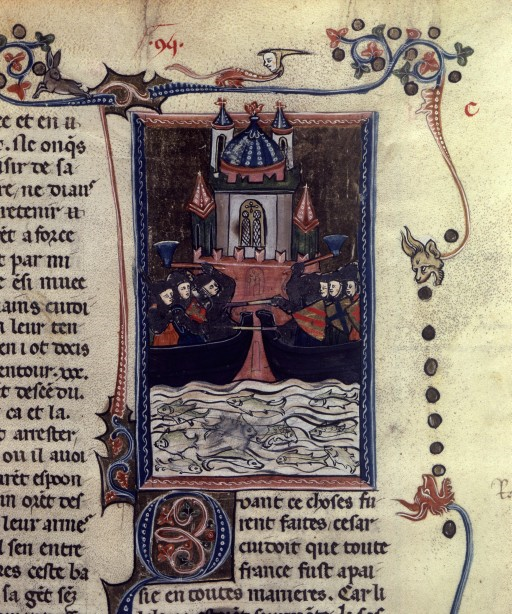
Bataille de Vannes, enluminure du XIVe siècle

Au début de l'année 56 av. J.-C., Publius Crassus envoie des hommes demander du blé aux tribus armoricaines voisines. Les tribuns militaires Quintus Velanius et Titus Sillius sont dépêchés chez les Vénètes afin de récolter leur tribut. Les vénètes prennent en otage les tribuns. Les Ésuviens et Coriosolites imitent les Vénètes.
Pour faire face à cette situation, César ordonne à Crassus de faire construire des trirèmes sur la Loire pour préparer une bataille. 
Les Gaulois fortifient leurs villes, amassent les provisions et s'allient, selon César, avec de nombreux autres peuples gaulois (Osismes, Lexoviens, Namnètes, Ambilatres, Morins, Aulerques Diablintes et Ménapiens) et quelques autres bretons. La plupart de ces peuples étaient pourtant soumis à une taxe douanière de la part des Vénètes.
César craint un affaiblissement du pouvoir de l'Empire en Gaule. Il envoie ses légats et généraux à divers points stratégiques de la Gaule. Crassus est dirigé vers l'Aquitaine, afin d'empêcher les peuples locaux de renforcer l'armée vénète.
Les sièges tentés par César sont vains. Les Vénètes réfugiés sur des promontoires tirent parti des marées et fuient par la mer quand le danger s'accroît. Il est nécessaire de mener une bataille navale. Decimus Junius Brutus Albinus commande la flotte romaine lors de la bataille qui a lieu l'été de cette année 56, dans un espace maritime limité par Houat, Hoëdic, l’île Dumet, Sarzeau et l’entrée du Golfe du Morbihan. Les Vénètes, malgré leur supériorité maritime et leurs lourds navires à voiles, comparables à de gros sinagots actuels, sont défaits par les Romains, naviguant sur des galères à rames, qui profitent d'une mer sans vent. Les Romains utilisent une tactique faisant appel à de grandes faucilles emmanchées (à ne pas confondre avec le corbeau) sectionnant les haubans vénètes, les mats et les voiles s'affalent, cette tactique va se révéler payante : sur les 220 navires vénètes, « le nombre fut infime de ceux qui purent, grâce à la nuit, gagner le rivage . »
Une fois leur flotte détruite, les Vénètes n'avaient plus les moyens de lutter et se rendirent. César, vainqueur, fit alors exécuter tous les membres du Sénat vénète. Une partie de la population fut déportée et réduite en esclavage, l'autre, bien qu'asservie, conserva le nom et le territoire des Vénètes. Aucun autre nom propre n'a été cité par César. 
Le territoire des Ambilatres, alliés des Vénètes, situé au sud de la Loire, fut attribué aux Pictons, alliés de Rome. Ces derniers y fondèrent le port de Ratiatum (Rezé).

## Numismatique

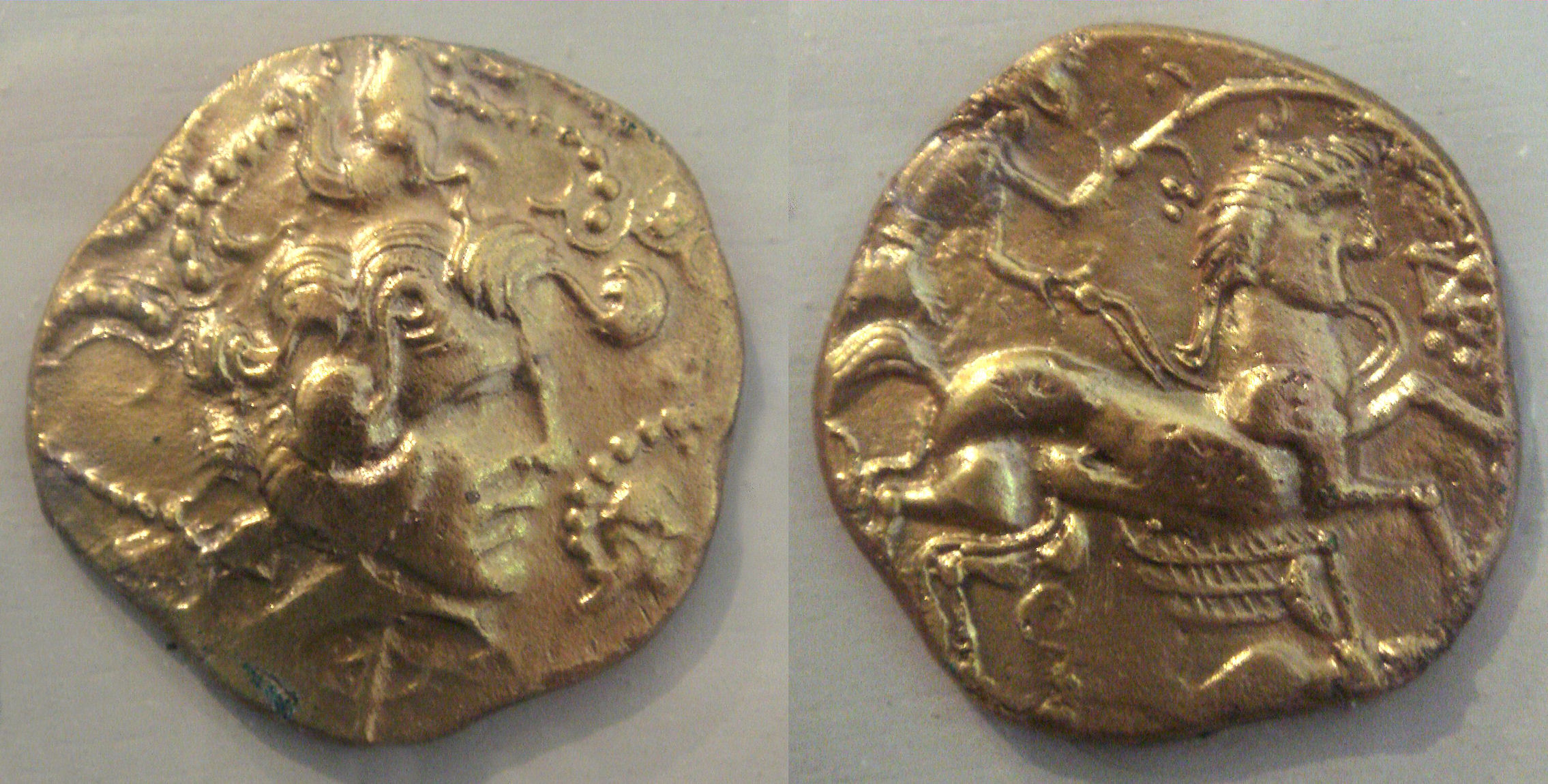
Monnaie vénète datant du

## Personnalités vénètes
- Caius Decimius Sabinianus : notable Sénons nommé curateur des Vénètes entre 198 et 209 par Septime Sévère et Caracalla[10].
- Lucius Tauricius Florens, fils de Tauricius Tauricianus, receveur de la caisse des Gaules et patron des nautes de la Saône et de la Loire.

## Notes et références

Vexilloide des Vénètes